# São José do Jacuípe
São José do Jacuípe là một đô thị thuộc bang Bahia, Brasil. Đô thị này có diện tích 369,229 km², dân số năm 2007 là 5683 người, mật độ 15,4 người/km².